# Croquette de Vinsobres
La croquette de Vinsobres est un petit biscuit dur et croquant fourré aux amandes. Sa recette familiale a commencé à être commercialisée en 1908 par le boulanger de Vinsobres. Ce biscuit traditionnel est maintenant fabriqué et commercialisé par la Biscuiterie de Provence qui est installée dans le village voisin de Saint-Maurice-sur-Eygues.

## Origine
Commercialisée par Henri Chauvet, le boulanger du village de Vinsobres, en 1908, cette croquette était cuite dans son fournil et sa recette, héritage familial, datait du milieu du XIXe siècle,.
Il eut trois successeurs qui continuèrent à fabriquer la croquette, jusqu'à ce que la famille Bédouin rachète la recette en 1988. Depuis 1833, elle commercialisait des produits locaux, dont les amandes, auprès des boulangers, pâtissiers, glaciers et nougatiers de Provence. Elle connaissait donc bien la croquette. Dans la foulée, Jean-Paul Bédouin créa la Biscuiterie de Provence à Saint-Maurice-sur-Eygues pour élaborer et commercialiser la croquette de Vinsobres. 

## Présentation
C'est un petit biscuit dur et croquant qui contient des amandes. Frédéric Zégierman, journaliste gastronomique explique « Il se présente sous l'aspect d'une tranchette ovale, brunie sur le dessus, claire et compacte à l'intérieur. ».

## Ingrédients
La préparation n’a pas changé depuis sa création. Les quatre même ingrédients les composent : farine, amandes, œufs et sucre. « Mélangés, ces ingrédients sont roulés en boudins aplatis, dorés au jaune d'œuf, puis portés au four jusqu'à ce que la déshydratation les rendent craquants. Les boudins encore chauds seront détaillés en tranches de 1 a 2 centimètres et celles-ci laissées a refroidir sur une grille. ».
La méthode de cuisson est restée identique puisque la préparation est toujours cuite dans un four à sole (four de boulanger). De nos jours, seuls le découpage de la pâte et la mise en sachet ont été mécanisés.

## Accord mets/vin
Peu sucrées, ces croquettes s'accompagnent d'un café ou d'un thé. Elles se marient parfaitement avec les apéritifs au Champagne, à la clairette de Die ou aux vins doux naturels comme le Rasteau ou le muscat de Beaumes-de-Venise,. 

## Commercialisation

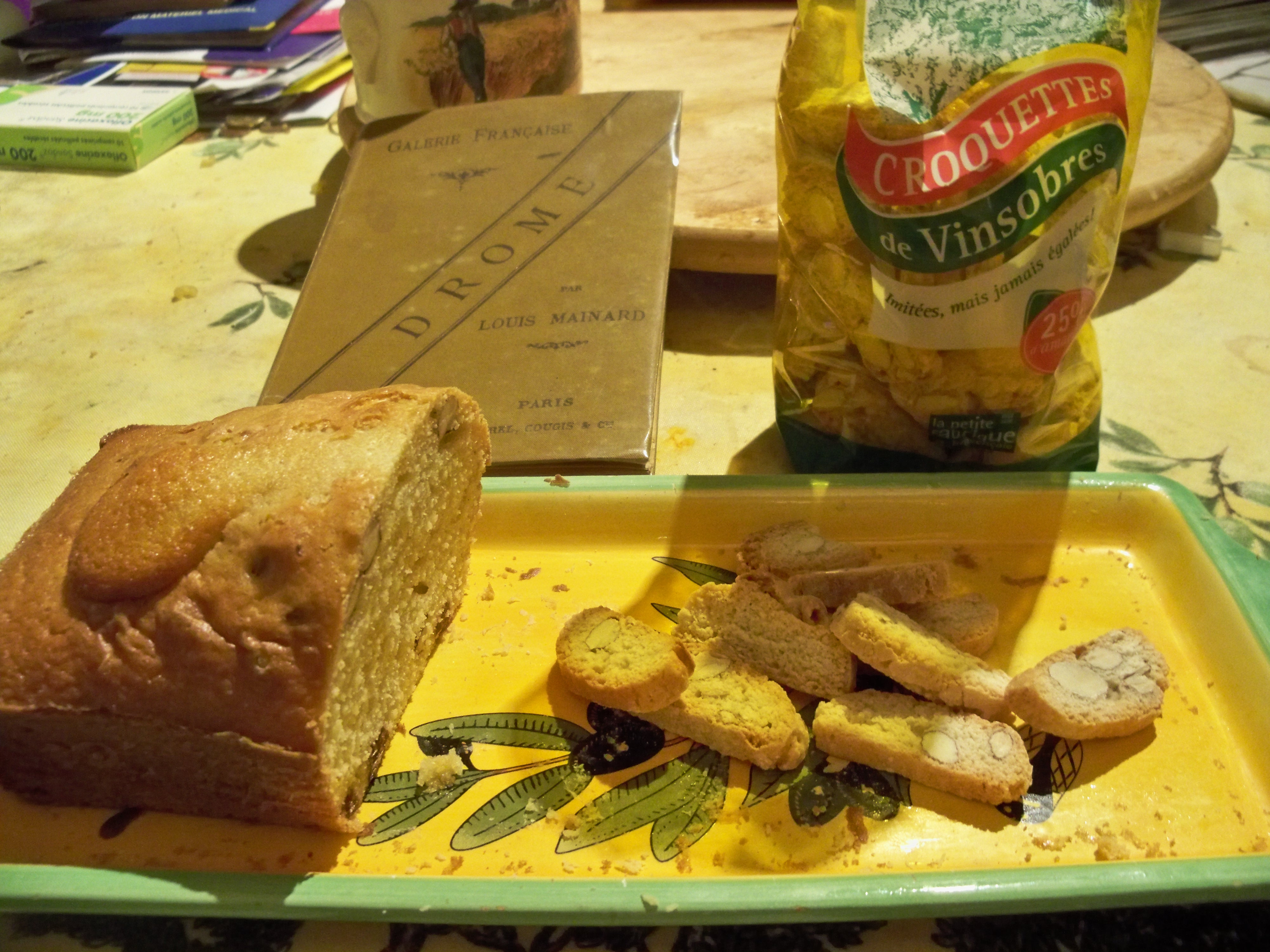
Croquettes de Vinsobres et leur sachet d'emballage

Les croquettes, spécialité gastronomique du patrimoine provençal, de biscuit traditionnel de l'Enclave des papes et de la Drôme provençale, ont acquis une réputation régionale en Rhône-Alpes (Lyon et Saint-Étienne) et en Provence-Alpes-Côte d'Azur. Elles représentent 20 % de la production de la Biscuiterie de Provence,. 